# Accident ferroviari de Szczekociny del 2012
L'accident ferroviari de Szczekociny del 2012 fou un desastre que va tenir lloc el 3 de març de 2012 a Polònia en què dos trens van col·lidir de front quan es trobaven a la mateixa via al seu pas per Szczekociny, al sud del país. Va haver-hi 16 morts i 57 ferits.
Aquest accident de tren és un dels més greus d'Europa des del 2002. El més greu fins aleshores fou a Podgorica (Montenegro), on va haver-hi 46 víctimes i 135 ferits, el 23 de gener del 2006. Els altres grans accidents de tren a Europa foren el de l'1 de novembre del 2011 a Novie Aneni (Moldàvia), on van morir 8 persones i 20 en quedaren ferides, i el del 24 de juliol del 2013 a Santiago de Compostel·la (Galícia), amb 80 víctimes i més de 160 ferits.

## Causes
La col·lisió va produir-se pel xoc d'un tren que comunicava Varsòvia amb Cracòvia amb un altre comboi que ja es trobava a la via. La fiscalia va obrir diligències contra el regulador de trànsit per possible error humà i intentar falsiifcar el part de guàrdia.

## Galeria d'imatges

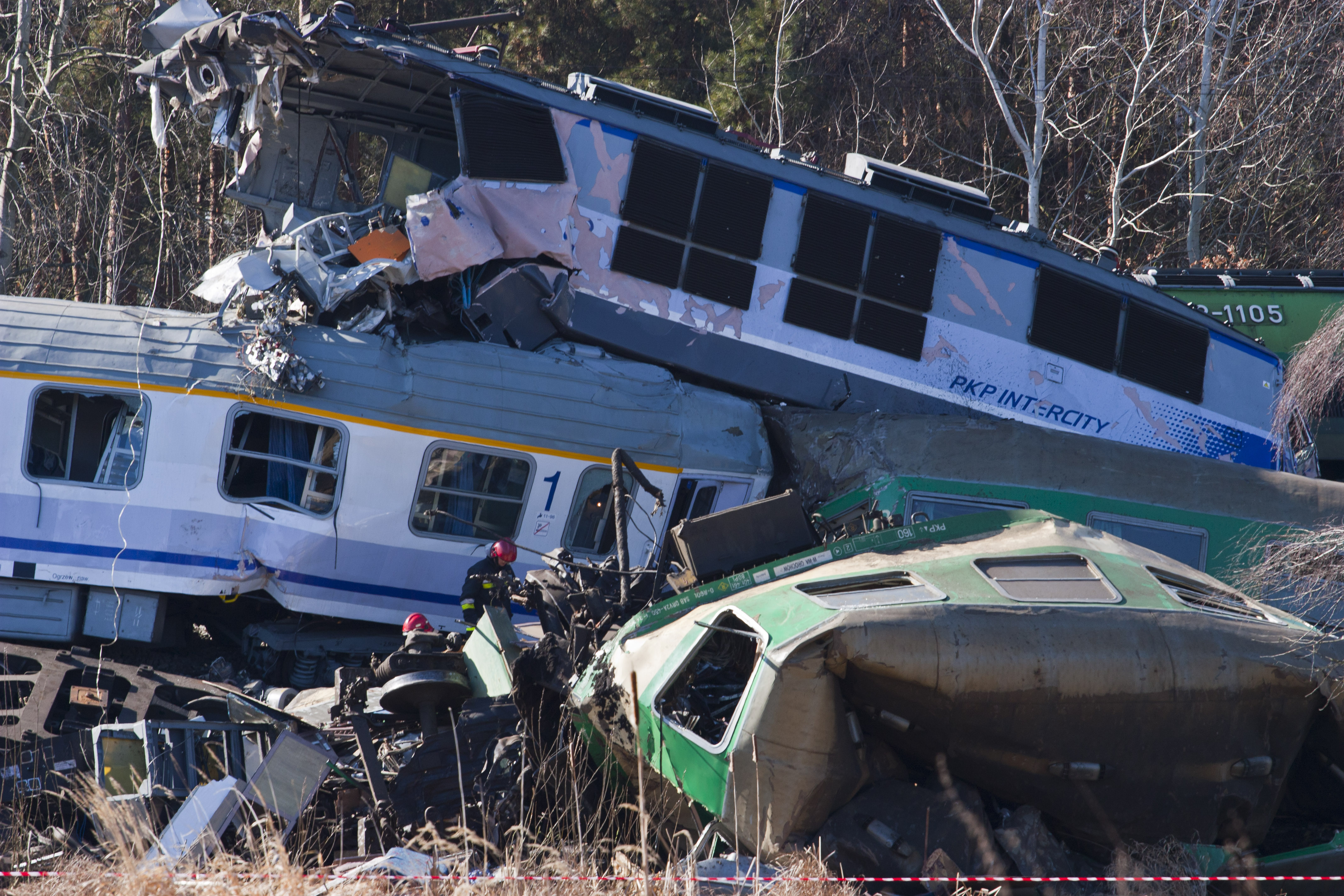
Estat dels vehicles després de l'accident.

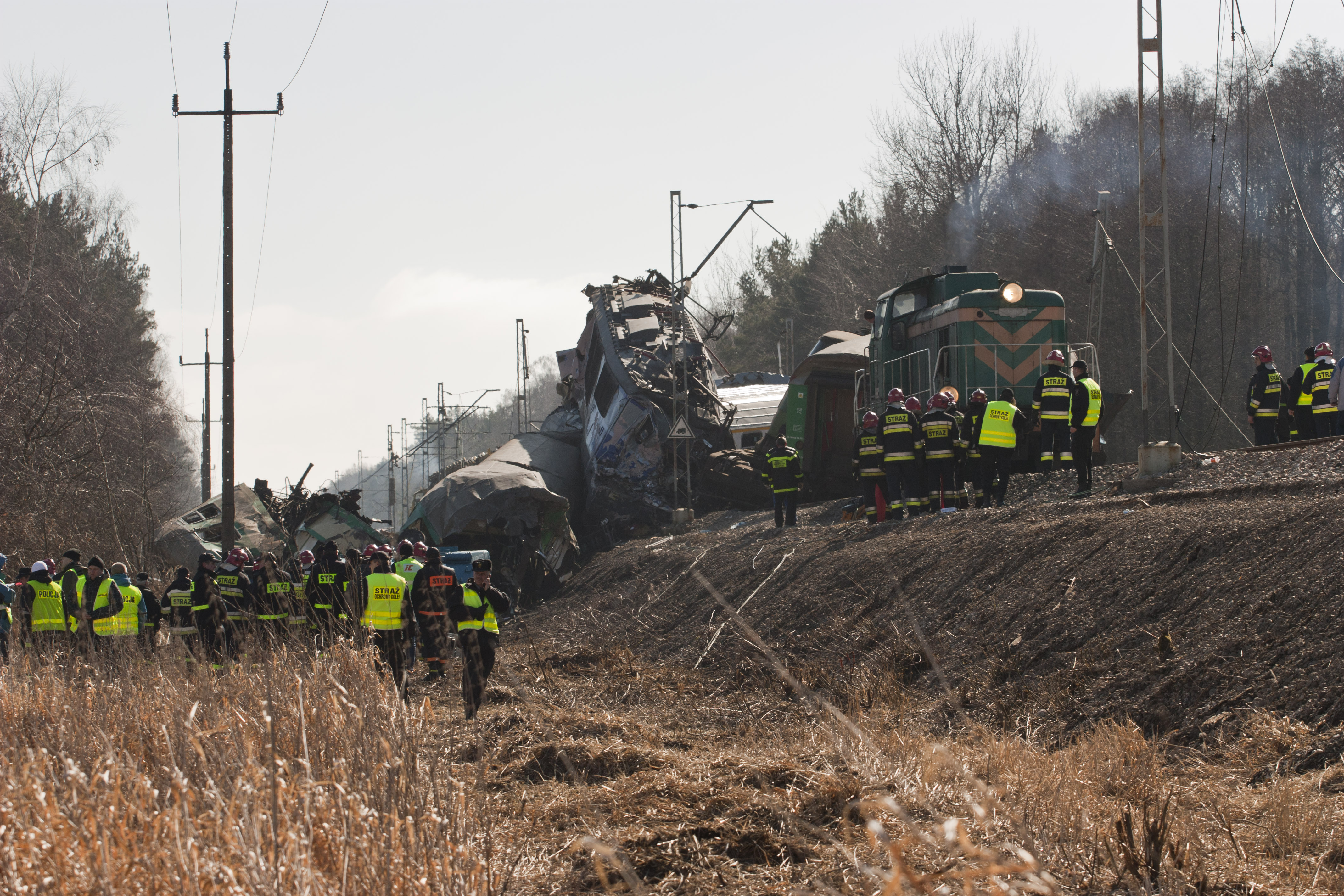
Campanyes de recerca de persones el 4 de març.